# Under Fire (videogioco)
Under Fire (アンダーフアイヤー?, Andā Fuaiyā) è uno sparatutto con pistola ottica per arcade edito dalla Taito nel 1994. Esso utilizza una grafica creata usando fotografie digitalizzate e un gameplay fino a due giocatori usando una pistola come controller, simili a Lethal Enforcers. A differenza del titolo della Konami, i controller non sono pistole ottiche tradizionali e funzionano usando la tecnologia a infrarossi. Forniscono anche un force feedback quando gli utenti premono il grilletto.

## Trama
Una città metropolitana è terrorizzata da una banda di criminali noti come "Hoppers". Il problema è diventato così grave che nemmeno la normale polizia cittadina riesce a fermarli. Dopo aver visto ciò, il sindaco chiama un'unità speciale di polizia armata di mitragliatrici (presumibilmente l'H&K MP5) che si impegna a fermare l'ondata di criminalità a tutti i costi e a restituire la città ai cittadini rispettosi della legge.

## Modalità di gioco
Under Fire è uno sparatutto in prima persona in cui si impersona un agente di polizia. Ognuno dei sei livelli si svolge in un'ambientazione differente, dove il giocatore deve utilizzare la propria pistola ottica per eliminare i banditi, evitando di colpire i civili e alleati. Vi sono anche due fasi "bonus", accessibili solo ottenendo il miglior punteggio di precisione (Hit Ratio, espresso in percentuale) al termine di essi.
Il gioco presenta una barra della vita, la quale si abbassa di un punto se si viene sparati addosso o colpiti con una bomba, un razzo o una molotov. Bersagliando invece un civile o un poliziotto, la penalità è di due punti. A volte i nemici trattengono una delle vittime, quindi il giocatore dovrebbe centrare al nemico che sta cercando di metterle a rischio la pelle; così facendo, la vita aumenterà di un punto.
Le munizioni per la pistola possono essere rigenerate ricaricando l'arma o raccogliendo distintivi d'argento, ottenibili distruggendo alcuni oggetti sparsi nei livelli. Oltre alla pistola è presente anche un fucile da caccia che può essere utilizzato per infliggere danni maggiori a più delinquenti contemporaneamente, il quale però ha munizioni limitate, che possono comunque essere recuperate nel corso delle singole missioni. La visuale si sposta automaticamente, permettendo al giocatore di concentrarsi sulle sparatorie. Alla fine di ogni livello, bisogna affrontare un boss che deve essere sconfitto per progredire.

## Accoglienza
In Giappone, la rivista Game Machine elencò Under Fire nel numero del 15 aprile 1994 come la sesta unità arcade di maggior successo del mese. In Nord America, RePlay ha riportato Under Fire come il quinto gioco arcade più popolare dell'epoca. Anche Play Meter ha indicato il titolo come il diciottesimo gioco arcade più popolare dell'epoca.